# Amphilochus menehune
Amphilochus menehune är en kräftdjursart. Amphilochus menehune ingår i släktet Amphilochus och familjen Amphilochidae. Inga underarter finns listade i Catalogue of Life.